# Miðborg
Miðborg (Miðbær, Austurbær) – śródmiejska dzielnica administracyjna Reykjavíku, stolicy Islandii, położona między zatokami Kollafjörður a Skerjafjörður. W 2010 roku zamieszkiwało ją 8,4 tys. osób.
W dzielnicy mieszczą się gmachy głównych instytucji państwowych: budynek parlamentu Alþingishúsið, siedziba rządu Stjórnarráðshúsið oraz sądu najwyższego Hæstiréttur Íslands. Nad stawem Tjörnin usytuowany jest ratusz miejski. Przy głównym placu dzielnicy Austurvöllur ulokowana jest luterańska katedra Dómkirkjan. Charakterystycznym obiektem sakralnym tej części miast jest kościół Hallgrímskirkja.
W dzielnicy koncentrują się główne islandzkie instytucje kulturalne: Narodowa Galeria Islandii, Narodowe Muzeum Islandii, Muzeum sztuki w Reykjavíku, Safnahúsið oraz sala koncertowa Harpa. Mieszczą się tutaj kampusy Uniwersytetu Islandzkiego i Uniwersytetu w Reykjavíku. Działa w niej również główny islandzki szpital Landspítali.
Głównymi ulicami w tej części miasta są Austurstræti, Bankastræti i Laugavegur.
W południowej części dzielnicy mieści się port lotniczy Reykjavík.